# کلاغ کوچک
کلاغ کوچک(نام علمی: Corvus bennetti) نام یک گونه از سرده کلاغ است.